# یان باردن (بازیکن فوتبال)
یان باردن (انگلیسی: Ian Burden؛ زادهٔ ۲۷ مهٔ ۱۹۴۴) بازیکن فوتبال اهل بریتانیا است.
از باشگاه‌هایی که در آن بازی کرده‌است می‌توان به باشگاه فوتبال یورک سیتی اشاره کرد.